# Championnats du monde de ski nordique 1954
Championnats du monde de ski nordique. L'édition 1954 s'est déroulée à Falun (Suède) du 13 février au 21 février.

## Palmarès

### Ski de fond

#### Hommes
| Épreuve                                     | Or                                                                | Argent                                                                            | Bronze                                                            |
| 17 février : Ski de fond 15 km H            | Veikko Hakulinen                                                  | Arvo Viitanen                                                                     | August Kiuru                                                      |
| 14 février : Ski de fond 30 km H            | Vladimir Kuzin                                                    | Veikko Hakulinen                                                                  | Martti Lautala                                                    |
| 21 février : Ski de fond 50 km H            | Vladimir Kuzin                                                    | Veikko Hakulinen                                                                  | Arvo Viitanen                                                     |
| 20 février : Ski de fond Relais 4 × 10 km H | Finlande August Kiuru Tapio Mäkelä Arvo Viitanen Veikko Hakulinen | Union soviétique Nikolay Koslov Fyodor Terentyev Aleksey Kuznetsov Vladimir Kuzin | Suède Sune Larsson Sixten Jernberg Arthur Olsson Per-Erik Larsson |

### Femmes
| Épreuve                                  | Or                                                                         | Argent                                                  | Bronze                                                |
| 21 février : Ski de fond 10 km           | Ljubov Kozyreva                                                            | Siiri Rantanen                                          | Mirja Hietamies                                       |
| 17 février : Ski de fond Relais 3 × 5 km | Union soviétique Ljubov Kozyreva Margarita Maslennikova Valentina Tsaryova | Finlande Sirkka Polkunen Mirja Hietamies Siiri Rantanen | Suède Anna-Lisa Eriksson Märta Nordberg Sonja Edström |

### Combiné nordique
| Épreuve                                                          | Or               | Argent           | Bronze          |
| 16 février 1954 - 17 février 1954 : Combiné nordique K90 / 15 km | Sverre Stenersen | Gunder Gundersen | Kjetil Mårdalen |

### Saut à ski
| Épreuve                     | Or                | Argent          | Bronze      |
| 14 février : Saut à ski K70 | Matti Pietikäinen | Veikko Heinonen | Bror Östman |

### Tableau des Médailles
| Place | Nation           | Médaille d'or | Médaille d'argent | Médaille de bronze | Total |
| ----- | ---------------- | ------------- | ----------------- | ------------------ | ----- |
| 1     | Union soviétique | 4             | 1                 | 0                  | 5     |
| 2     | Finlande         | 3             | 6                 | 4                  | 13    |
| 3     | Norvège          | 1             | 1                 | 1                  | 3     |
| 4     | Suède            | 0             | 0                 | 3                  | 3     |